# Stanislas Kazimierczyk
Stanislas Kazimierczyk (né le 27 septembre 1433 à Kazimierz, aujourd'hui incorporé à Cracovie, mort le 3 mars 1489 à Kazimierz) est un prêtre catholique polonais membre des chanoines réguliers du Latran et reconnu saint par l'Église catholique.

## Biographie
Stanislas est le fils d'un conseiller municipal de Kazimierz du nom de Maciej, mais qu'on appelait également Sołtys (Scoltetus), et de sa femme Jadwiga. Après avoir terminé ses études à l'école paroissiale du Corpus Christi à Cracovie, il étudie la théologie à l'Académie de Cracovie. Il entre chez les chanoines réguliers du Latran et reçoit les ordres mineurs en 1456 avant d'être ordonné prêtre en 1462. Dans la basilique du Corpus Christi (en) de Cracovie, il exerce les fonctions de prédicateur, de maître des novices, de prieur et de confesseur. En 1466, il reçoit la maîtrise en philosophie, et en théologie en 1467. Il est réputé pour ses sermons, qu'il prononce en allemand comme en polonais. Il vénère la passion du Christ et l'eucharistie. La Vierge Marie tient elle aussi une place importante dans sa spiritualité. Après avoir servi 33 ans dans son ordre il décède le 3 mai 1489, alors que, selon la légende, il est à genoux dans son cloître en train de faire sa prière. À sa demande, il est enterré à l'entrée de l'église du Corpus Christi. Il y voit comme une expression de son humilité et de son renoncement à soi, parce que là où il serait enterré il serait foulé aux pieds par tous les visiteurs.

## Culte

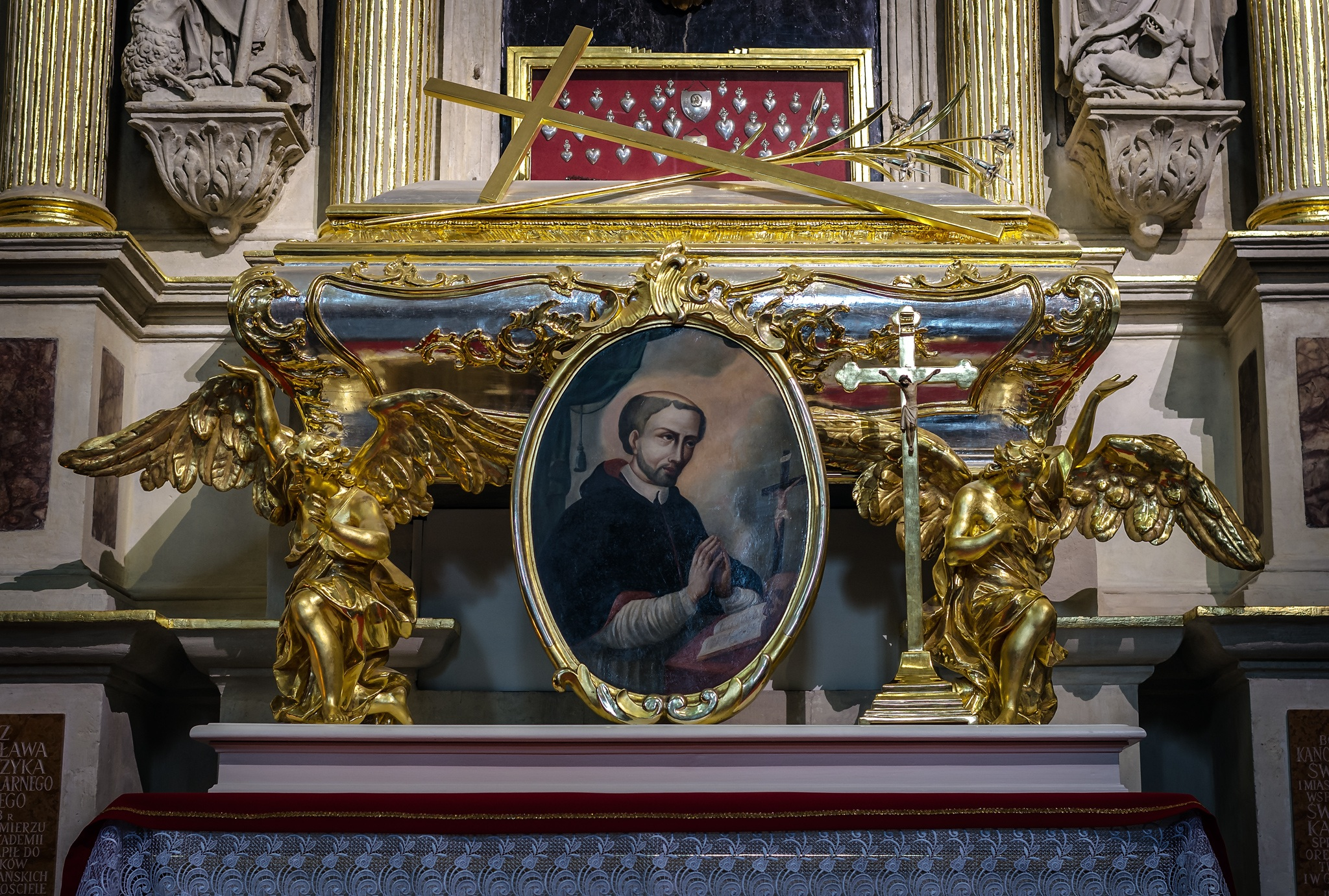
Châsse de Stanislas dans la basilique du Corpus Christi de Cracovie

Dès son vivant Stanislas, ami de saint Jean de Kenty, a une réputation de sainteté, parce que son comportement auprès des fidèles inspire une grande confiance, particulièrement envers les pauvres et les malades, et nombreux sont ceux qui s'adressent à lui pour demander aide et conseils. Dans une hagiographie qui lui est consacrée il est dit : « ... on connaissait son humilité et sa douceur, mais il n'en éveillait pas moins la crainte de Dieu. Il ne louait pas toujours mais n'hésitait pas à souligner le comportement obstiné du pécheur. » Le roi de Pologne Jean Ier Albert attribue sa victoire sur les Tatars, le 8 septembre 1487, à la bénédiction de Stanislas. Sa tombe devient un lieu de culte pour les fidèles. Peu de temps après sa mort, une liste est déjà établie où l'on répertorie 176 grâces obtenues par son intercession. En 1632, ses restes mortels sont transférés depuis sa tombe sous le sol de l'église dans un magnifique sarcophage. Stanislas devient le patron de Kazimierz et ses reliques sont conservées dans la tour de l'Hôtel de Ville. Aux XVIe et XVIIe siècles il inspire des artistes qui font de lui des peintures et des images votives. On connaît l'image de l'artiste polonais Łukasz Porębski datant de 1619 (Imago visionis Servi Dei).
Dès 1767 sont entreprises les premières démarches pour la béatification de Stanislas. Après la Seconde Guerre mondiale, ces efforts sont intensifiés. En 1969, l'archevêque de Cracovie, le cardinal Karol Wojtyła, célèbre la messe devant l'autel de Stanislas lors de sa visite à l'église Corpus Christi. Le 15 décembre 1972, il crée une commission chargée de rassembler les documents en faveur de la sainteté de Stanislas. Lui-même, devenu le pape Jean-Paul II, préside à la cérémonie de béatification le 18 avril 1993 sur la place Saint-Pierre de Rome. Il confirme le culte de Stanislas par ces mots : « Pour beaucoup, il a été un guide sur le chemin de la vie spirituelle. »
Le 19 décembre 2009 le pape Benoît XVI signe le décret qui confirme les miracles obtenus par l'intercession de Stanislas, prélude à sa canonisation, qu'il proclame le 17 octobre 2010 sur la place Saint-Pierre à Rome en présence du chef d'État polonais Bronisław Komorowski. La fête de saint Stanislas est fixée au 5 mai.